# 魏伯阳
魏伯阳（151年—221年），名翱，字伯阳，号云牙子，会稽上虞（今屬浙江）人，东汉炼丹家，是中国已知最早一位有著作传世的炼丹家。

## 生平
魏伯陽的生平事迹未見於正史。僅知出身於高門望族，一說是尚書魏朗之子。汉桓帝元嘉元年（151年）出生。汉灵帝建宁二年（169年），魏朗因党祸被害致死，时人尊其为“八俊”之一。魏伯阳被迫隐遁山林修道，專心修道煉丹。曾率三弟子周燮、冯良、虞翻入上虞凤鸣山凤鸣洞炼丹服食。授青州徐從事《參同契》及古歌。汉桓帝时，传术於同郡淳于翼（淳于叔通）。魏曹丕黄初二年（221年）魏伯陽去世。
关于魏伯阳的著述，葛洪在《神仙传》中说：“伯阳作《参同契》、《五相类》，凡二卷。”后晋开运二年（公元945年）编成的《旧唐书》著录有魏伯阳撰《周易参同契》2卷、《周易五相类》1卷。
魏伯阳认为修丹与天地造化是同一个道理。认为万物的产生和变化都是“五行错王，相据以生”，是阴阳相须，彼此交媾，使精气得以舒发的结果。《周易参同契》被称为“万古丹经王”。《周易参同契》全书共约六千余字，基本是用四字一句、五字一句的韵文及少数长短不齐的散文体和离骚体写成的。该书“词韵皆古，奥雅难通”，并采用许多隐语。历代有很多注本行世，仅《正统道藏》就收入唐宋以后注本11种。《参同契》是一部用《周易》理论、道家哲学与炼丹术（炉火）三者参合而成的炼丹修仙著作。
凤鸣山坐落于上虞市丰惠镇东南4公里，距上虞市区17公里，有魏伯阳炼丹遗址。